# 花岡山
花岡山（はなおかやま）是日本熊本縣熊本市西區的山峰。標高132公尺。

## 概要

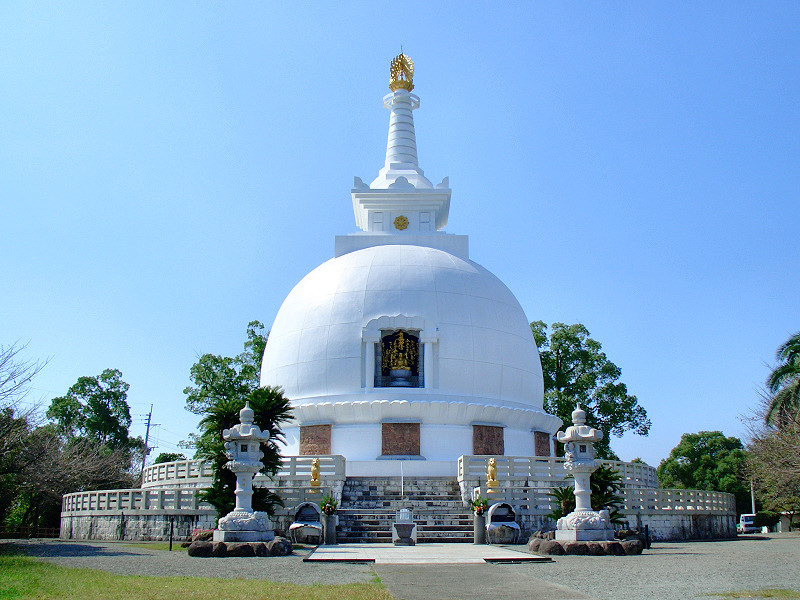
佛舍利塔

可眺望熊本市街地。以山頂為中心的區域已整備為花岡山公園，山頂有佛舍利塔，收藏印度首相尼赫魯贈送的佛骨舍利。

## 關連項目
- 金峰山 (熊本縣)

## 外部連結
- 花岡山 （页面存档备份，存于）